# Herramienta informática de pruebas
Una herramienta informática de pruebas es un grupo de herramientas que permite reproducir la funcionalidad de una aplicación informática mediante el uso de guiones o "scripts", tanto en la interfaz gráfica de usuario como en la comunicación de la aplicación con otras, como puede ser entre una aplicación que se ejecuta en un navegador y el servidor web que le atiende, y entre este y una base de datos.